# Pahoscik
Pahoscik (biał. Пагосцік; ros. Погостик, Pogostik) – wieś na Białorusi, w obwodzie witebskim, w rejonie orszańskim, w sielsowiecie Zadrouje.